# El diablo, probablemente
El diablo, probablemente (en francés: Le Diable probablement) es una película dramática francesa de 1977 del director Robert Bresson. Fue inscrita en el 27.º Festival Internacional de Cine de Berlín, donde ganó el Oso de Plata - Premio Especial del Jurado.
El diablo probablemente fue el penúltimo trabajo de Bresson, anterior a su película El dinero de 1983.

## Sinopsis
Charles, Michel y algunos de sus amigos forman un pequeño grupo ecologista preocupado por el hambre, la contaminación y el futuro del mundo. Michel es un activista que busca luchar con sus modestos medios, mientras que Charles rechaza comprometerse, disgustado por el mundo que lo rodea.

## Reparto
- Antoine Monnier como Charles;
- Tina Irissari como Alberte;
- Henri de Maublanc como Michel;
- Laetitia Carcano como Edwige;
- Nicolas Deguy como Valentin;
- Régis Hanrion como el doctor Mime, psicoanalista;
- Geoffroy Gaussen como el librero;
- Roger Honorat como el comisario.

## Crítica
El director de cine alemán Rainer Werner Fassbinder formó parte del jurado del Festival Internacional de Cine de Berlín y defendió la película de Bresson:

Le Diable probablement, de Robert Bresson[...] es la película más conmovedora que he visto en este Festival de Berlín. Creo que es una película importante [...] En el futuro, y este mundo probablemente durará unos cuantos miles de años más, esta película será más importante que toda la basura que ahora se considera importante pero que nunca profundiza lo suficiente. Las preguntas que plantea Bresson nunca serán ser insignificante.

El crítico J. Hoberman describió la película con una frase: «Una historia dostoievskiana de un alma atormentada, presentada en la forma estilizada de una iluminación medieval.» Richard Hell describió la película como «con diferencia, la película más punk de todos los tiempos.»
Para los menores de dieciocho años, la película fue prohibida en Francia tras su estreno debido a sus temas suicidas.